# Амбазонія
Амбазонія, також Земля Амба — сепаратистська самопроголошена країна, що претендує на англомовну частину Камеруна як на частину своєї території. Територія раніше складалася з Південного Камеруна, який був підопічною територією Організації Об'єднаних Націй під управлінням Сполученого Королівства (1922—1961 роки). У 1961 році проголосував за незалежність від Сполученого Королівства шляхом об'єднання з франкомовною Республікою Камерун. Столиця невизнаної держави — Буеа
У 2017 році Об'єднаний фронт Консорціуму Амбазонії в Південному Камеруні (Southern Cameroons Ambazonia Consortium United Front, SCACUF) в односторонньому порядку оголосив незалежність від Камеруна. Уряд Камеруна заявив, що декларація не має юридичної сили. Наступні протести і насильство отримали назву «англомовна криза». Амбазонія прийнята в Організацію непредставлених націй і народів.